# Munidopsis palmata
Munidopsis palmata är en kräftdjursart som beskrevs av Khodkina 1975. Munidopsis palmata ingår i släktet Munidopsis och familjen trollhumrar. Inga underarter finns listade i Catalogue of Life.